# Спітакасар
Спітакасар (вірм. Սպիտակասար) — вулкан у Вірменії, на межі марзів Ґегаркунік та Котайк, друга по величині гора Гегамського хребта висотою 3560 метрів.
На північному схилі гори утворюється річка Гаварагет.
| Вірменія | Це незавершена стаття з географії Вірменії. Ви можете допомогти проєкту, виправивши або дописавши її. |